# Milstolpar (projekt)
Begreppet milstolpar används när man arbetar i klassisk projektform eller hybridmetodik, men  används inte inom agilutveckling. Begreppet kommer från engelskans milestone. Milstolpar läggs in i tidsplaneringen av projektledaren. Syftet är att påvisa de punkter i planeringen som är viktiga att följa upp under projektets genomförande. Det kan vara direkt före eller efter en aktivitet. Det är även vanligt att lägga in milstolpar där planen delas upp i flera parallella flöden eller där flera olika flöden knyts ihop i en punkt. 
Milstolpar ska inte förväxlas med termer så som grindar, tollgates eller beslutspunkter, vilka vanligen finns mellan projektets formella faser och innebär beslut ska fattas om projektet ska ändra inriktning, avbrytas eller fortsätta enligt plan.